# Gustav Ernst Kistenmacher
 Gustav Ernst Kistenmacher  (* 1895; † 1986) war ein deutscher Architekt, der vor allem in Heilbronn tätig war.

## Leben und Wirken
Kistenmacher studierte Architektur bei Paul Bonatz und Paul Schmitthenner an der Technischen Hochschule Stuttgart. Während seines Studiums wurde er 1918 Mitglied der Stuttgarter Sängerschaft Schwaben. Nach seinem Studium arbeitete er 1918 in Frankfurt am Main und unternahm Studienreisen nach England und den Niederlanden.
Bei einem Wettbewerb der Stadt Heilbronn für den sozialen Wohnungsbau erhielt die Einreichung von Gustav Kistenmacher, Siegfried Sprengler und Hermann Wahl den ersten Preis. Diese bildete die Grundlage für die Bebauung der Kreuzgrundsiedlung. Später wurde er Regierungsbaumeister in Heilbronn. Neben seinen staatlichen Aufträgen errichtete er dort die Sicherer’sche Apotheke im Jahre 1950, die Aukirche im Jahre 1957, die Commerzbank im Jahre 1963 sowie das Verwaltungsgebäude der Heilbronner Stimme an der Allee.

## Publikationen (Auswahl)
- Betrachtungen zur Stahlbauweise, (Aufsatz) 1931
- Fertighäuser: Montagebauweisen, industriemäsiges Bauen, 1950
- Das amerikanische Wohnhaus: Rationalisierung, Vorfertigung, Finanzierung, 1964